# 張輔國
張輔國（？—1545年），萬全都指揮使司蔚州衛人，明朝軍事人物。

## 生平
張輔國力氣大，勇於戰鬥，傑出一時；在嘉靖八年（1529年）成武進士，獲授獨石堡守備，改往廣昌，再調至葛峪堡。任職十六年後陞為萬全右衛西路參將，但十日後在柳溝作戰時遇上埋伏被殺，朝廷得知後給與祭葬，興建忠勇祠祭祀他。

## 引用
1. 1 2  乾隆《蔚縣志·卷二十·人物》：張輔國，多力健鬭，雄偉冠一時。嘉靖己丑以副千戶中武進士，授獨石守備，改廣昌，復調葛峪堡。胥以勤著十六年，題授萬全右衛西路參將，甫十日戰於柳溝，伏發死之。事聞，予祭葬，建忠勇祠祀之。 見《宣府志》